# Pogonocherus sieversi
Pogonocherus sieversi är en skalbaggsart som beskrevs av Ludwig Ganglbauer 1886. Pogonocherus sieversi ingår i släktet Pogonocherus och familjen långhorningar. Inga underarter finns listade i Catalogue of Life.